# Eduardo Tavares
Eduardo Tavares (São João da Pesqueira, 24 de Julho de 1918 — Porto, 21 de Agosto de 1991) foi um escultor português.

## Educação
Com 12 anos vem morar para Matosinhos. Após a conclusão do 5º ano, trabalha na oficina de um escultor de madeira em Santa Cruz do Bispo. Por volta de 1937, é apresentado ao escultor António Teixeira Lopes, passando a trabalhar no seu atelier, em Vila Nova de Gaia (actual Casa-Museu Teixeira Lopes). Encorajado e recomendado por Teixeira Lopes é admitido, em 1938, no Curso Especial de Escultura da Escola Superior de Belas-Artes do Porto, onde foi seu aluno e também de Acácio Lino, Pinto do Couto e Joaquim Lopes. Em reunião de Conselho Escolar, em 1940, é considerado o melhor aluno da escola, recebendo o Prémio do Rotary Club. Enquanto aluno seria também premiado pelo Instituto Britânico, sendo-lhe concedida, a partir de 1941, a bolsa Ventura Terra. Em 1942, matricula-se no Curso Superior de Escultura, que finaliza em 1946, com 19 valores, mediante a apresentação da prova final Toupeira Douriense. 
Em 1948,durante quatro meses, frequenta a École des Beaux-Arts de Paris. A passagem pela Escola Francesa irá reforçar o seu gosto pela escultura académica, particularmente pela Figura Humana.

## Memórias
Nos anos quarenta associou-se às exposições do Grupo dos Independentes, fundado em 1943 e composto por artistas como Fernando Lanhas, Nadir Afonso, Manuel Pereira da Silva ou Júlio Resende.
É professor de "As tecnologias da Escultura" da Escola Superior de Belas-Artes do Porto, entre 1960 e 1985. Em 1962, apresenta como provas ao concurso de agregação Maturidade (prova de Composição) e Modelo Feminino (prova de Modelo Vivo).
Em 1995, a Faculdade de Belas Artes do Porto realizou uma exposição de homenagem a Eduardo Tavares, a única individual do escultor.
Grande parte da sua obra pode ser vista no Museu Eduardo Tavares em São João da Pesqueira. Resultante de uma doação à Câmara Municipal de S. João da Pesqueira, a colecção deste museu apresenta um núcleo de obras da autoria de Eduardo Tavares que abrange um período de cerca de três décadas, situando-se entre 1952 e 1982.
No Porto deixou a sua marca com as obras "geometria" (baixo-relevo, no edifício da antiga Biblioteca Infantil da Biblioteca Pública Municipal do Porto), na Praça de Marquês do Pombal e "Ricardo Jorge", no Jardim do Hospital de S. João.
Além da actividade docente e da produção de escultura, também se dedicou à escrita, sendo autor de três livros teóricos sobre arte: Do "Número de Ouro" à Figura Humana; Da Geometria de Miguel Ângelo na Capela Sistina: Giotto, Piero della Francesca, Verrocchio, Botticelli, Perugino, Leonardo da Vinci, Rafael, Ticiano, El Greco e Anatomia Artística, o último dos quais editado postumamente.